# Франкальмон
Франкальмо́н (фр. Francalmont) — коммуна во Франции, находится в регионе Франш-Конте. Департамент — Верхняя Сона. Входит в состав кантона Сен-Лу-сюр-Семуз. Округ коммуны — Люр.
Код INSEE коммуны — 70249.

## География
Коммуна расположена приблизительно в 320 км к востоку от Парижа, в 70 км севернее Безансона, в 26 км к северу от Везуля.
На юге коммуны протекает река Лантерн.

## Население
Население коммуны на 2010 год составляло 119 человек.
| 1962 | 1968 | 1975 | 1982 | 1990 | 1999 | 2010 |
| ---- | ---- | ---- | ---- | ---- | ---- | ---- |
| 120  | 116  | 104  | 115  | 100  | 123  | 119  |

## Экономика
В 2010 году среди 76 человек трудоспособного возраста (15—64 лет) 54 были экономически активными, 22 — неактивными (показатель активности — 71,1 %, в 1999 году было 71,1 %). Из 54 активных жителей работали 49 человек (29 мужчин и 20 женщин), безработных было 5 (2 мужчины и 3 женщины). Среди 22 неактивных 7 человек были учениками или студентами, 8 — пенсионерами, 7 были неактивными по другим причинам.

## Фотогалерея

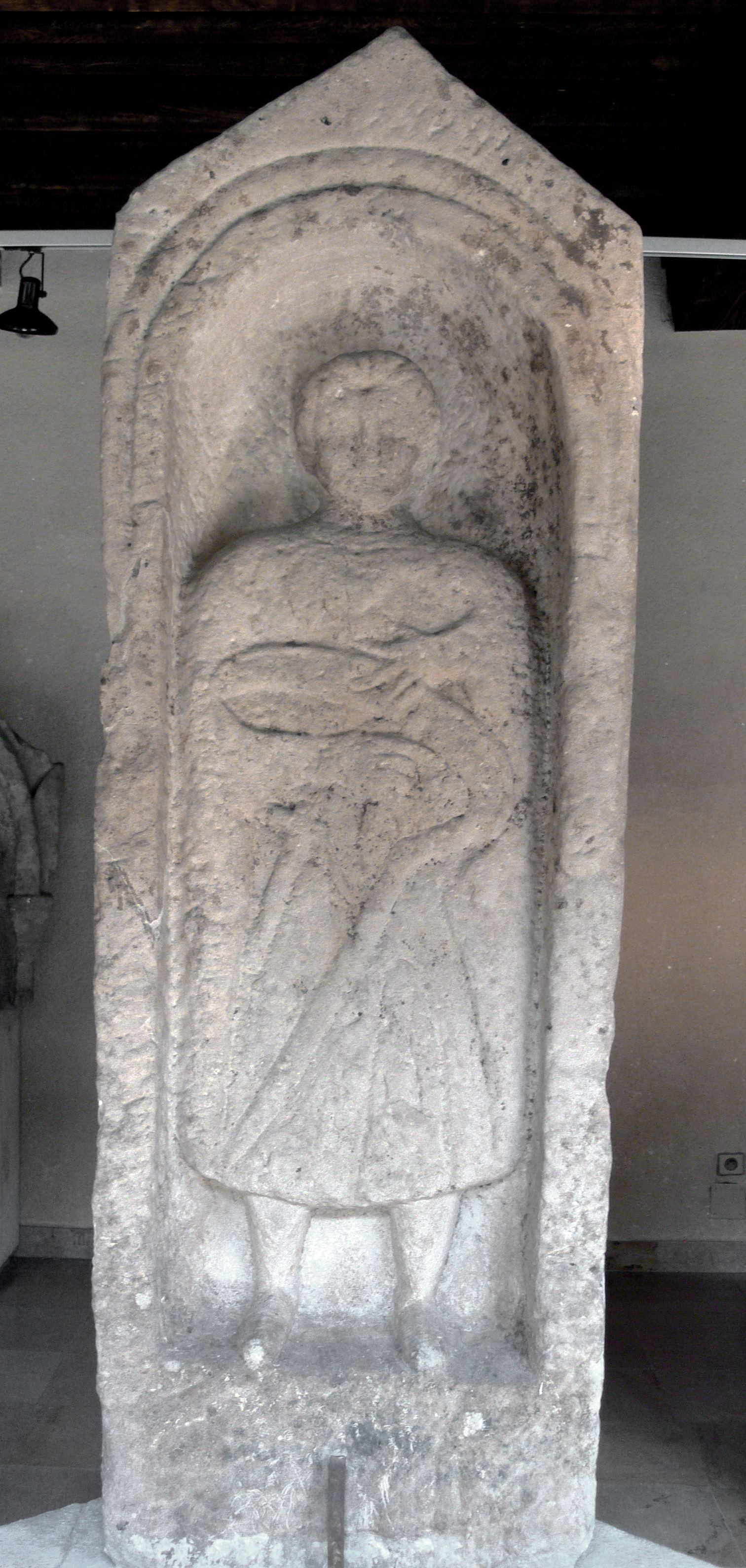
Надгробие галло-римского периода, известное как «Жнец»
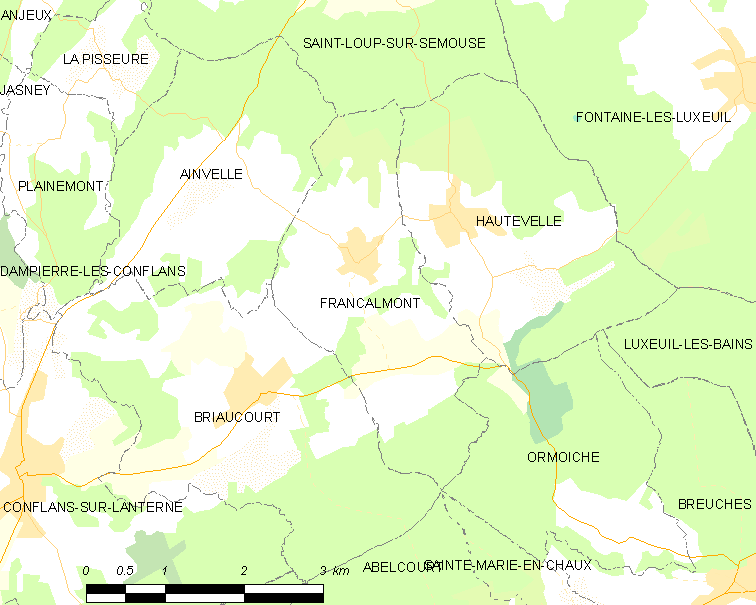
Карта коммуны